# Tache Anastasiu
Dimitrie (Tache) Petre Anastasiu (n. 1836 – d. 11 martie 1900, București, România) a fost un jurist și politician român din secolul al XIX-lea, membru fondator al Partidului Național Liberal din România, la 24 mai 1875.
A fost prefect al județului Tecuci (1877-1878, 1881-1891), apoi deputat sau senator liberal pentru județele Tutova, Tecuci și Covurlui.

## Biografie
În anul 1881 Tache Anastasiu a cumpărat de la Emanoil Conachi-Vogoride, fiul Cocuței Vogoride și nepotul lui Costache Conachi, conacul și moșia de la Țigănești.
În articolul „Pașa de Tecuci”, publicat la 4 iulie 1884 în ziarul Vocea Covurluiului, gazetarul A. Radu elogia personalitatea lui Tache Anastasiu, care a realizat atâtea lucruri într-un timp scurt. Ziaristul enumera astfel realizările prefectului: „a început și terminat lucrările la șoselele din Tecuci, a terminat anul trecut o frumoasă clădire pentru școala de băieți nr. 1, acum se ridică un nou local pentru școala de băieți pe locul dăruit de D. Tache Anastasiu, localul școlii de fete nr. 1 se ridică acum, palatul justiției cu o sală mare pentru Curtea de jurați s-a terminat acum doi ani, palatul Primăriei cu etajul de sus pentru primirea oaspeților este terminat, un teatru frumos s-a ridicat în Tecuci care servește și ca hală pentru expoziție, un turn de observație, iar comunele rurale le-a dotat cu localuri de școală”.
Boierul Dimitrie P. Anastasiu a murit în anul 1900. În semn de recunoștință față de donatorul Tache Anastasiu, Academia Română a construit în curtea bisericii, în partea de nord, un cavou din marmură albă și o cruce neagră din marmură neagră de Carrara cu o înălțime de 4,50 m. Pe crucea neagră se află o inscripție simplă: „TACHE P. ANASTASSIV 1836-1900”.

## Donații
Prin testamentul său, întocmit la 27 decembrie 1897, el și-a lăsat întreaga avere Academiei Române. Înaltul for cultural al României a înființat Fundația Tache Anastasiu, prin care a înființat o școală primară în conacul din Călmățui și o școală agricolă (Școala de Agricultură a Academiei) la conacul din Țigănești. Lângă conacul din Călmățui au fost construite și alte anexe care vor fi utilizate drept internat pentru copiii care nu erau din sat. Orice copil care era bun la învățătură urma să fie ajutat financiar și îndrumat spre școli universitare.
De asemenea, Academia Română trebuia să se îngrijească și de biserica din Călmățui, ocupându-se de achiziționarea și păstrarea celor necesare desfășurării activității religioase, precum și de plata salariilor preoților, cântăreților și a paracliserului. Prin testament, Tache Anastasiu cerea ca hramul bisericii să fie schimbat, fiind ales ca ocrotitor Sfântul Mare Mucenic Dimitrie. În fiecare an, de sărbătoarea hramului, urma să se facă o slujbă de pomenire a binefăcătorului și familiei sale.
Conacul Tache Anastasiu din Călmățui, construit la sfârșitul secolului al XIX-lea lângă biserica „Sf. Gheorghe”, este inclus pe aceeași listă a monumentelor istorice, cu codul GL-II-m-B-03076.

## Imagini

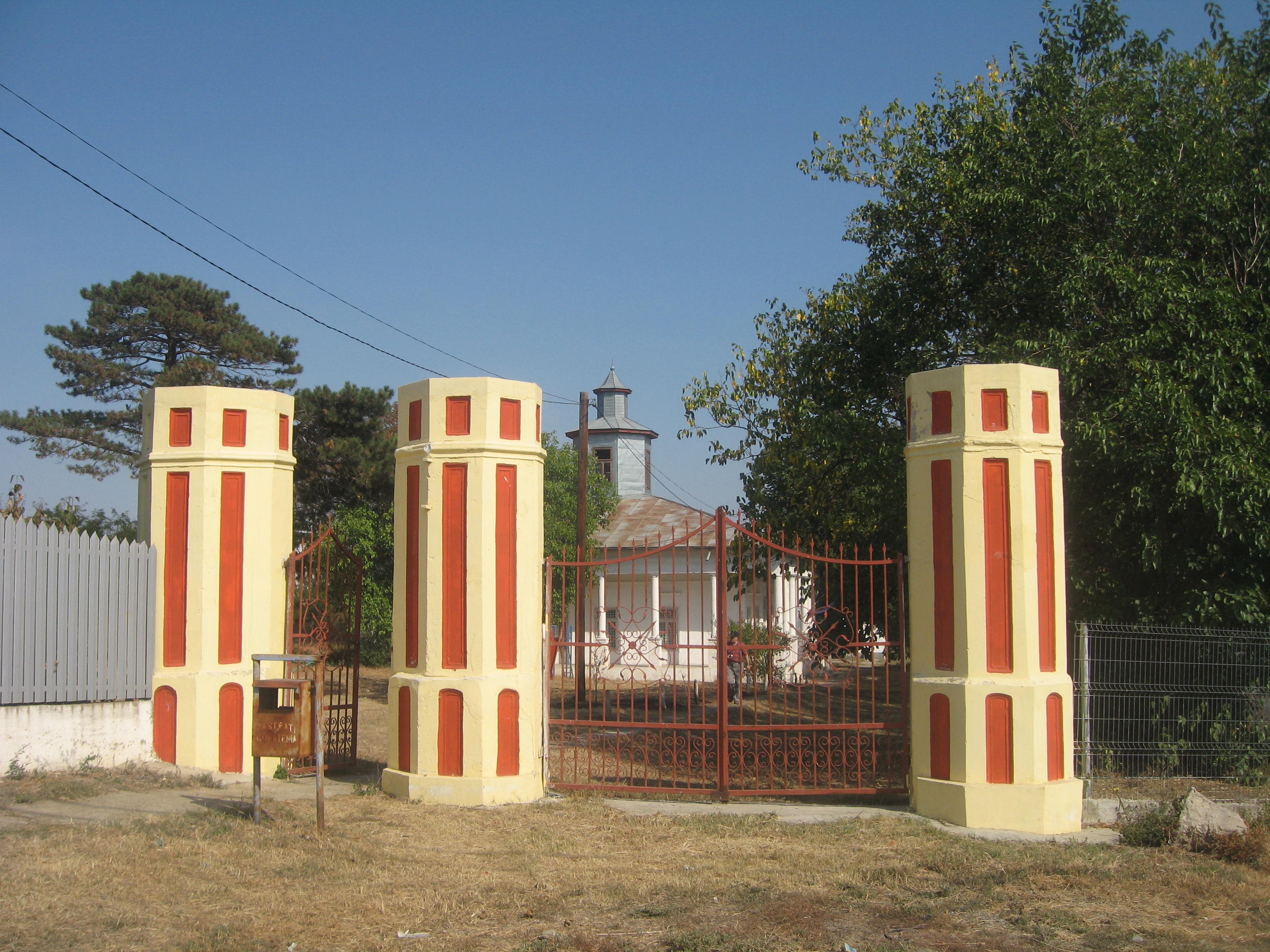
Conacul Tache Anastasiu din Călmățui
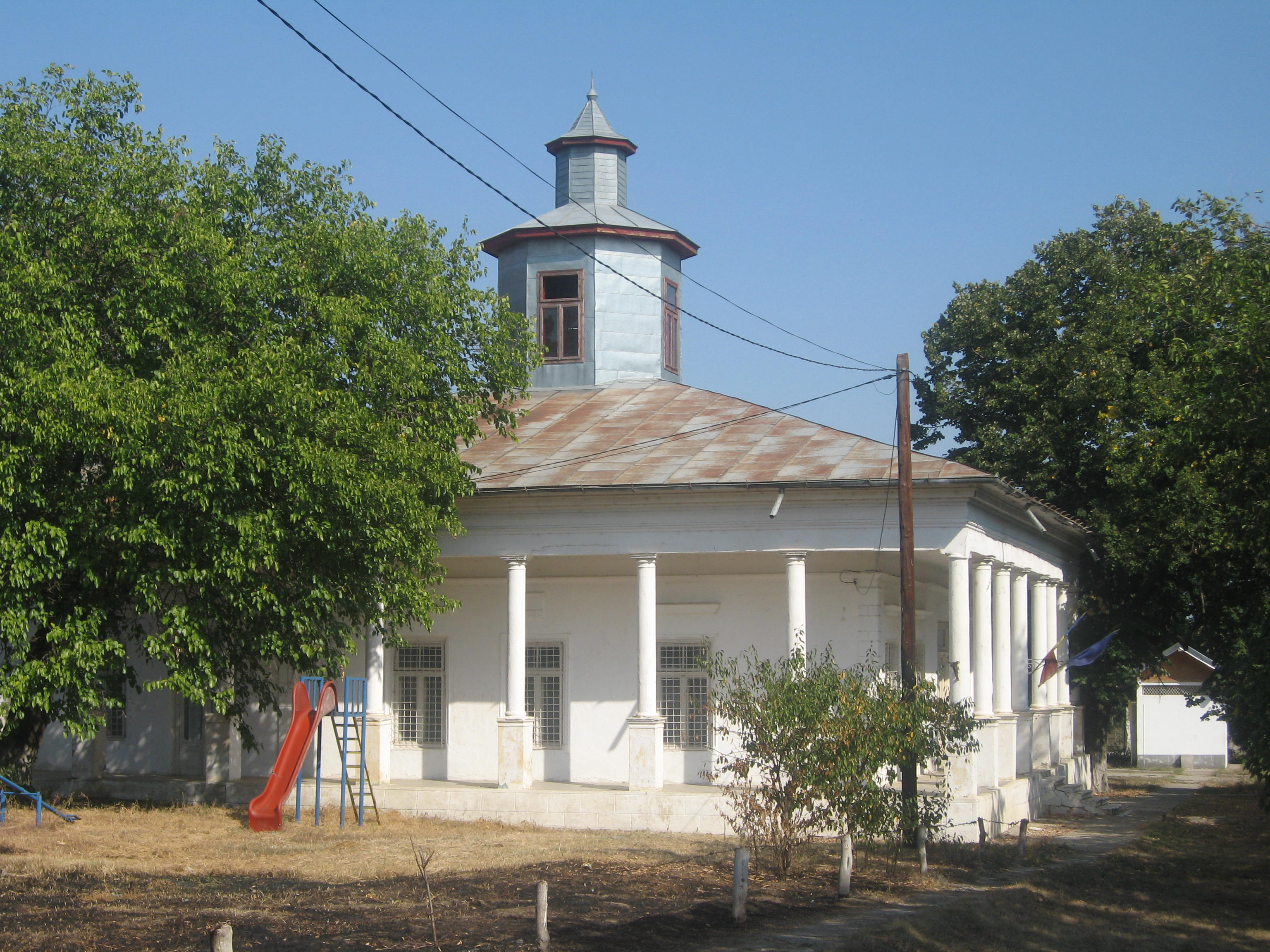
Conacul Tache Anastasiu din Călmățui
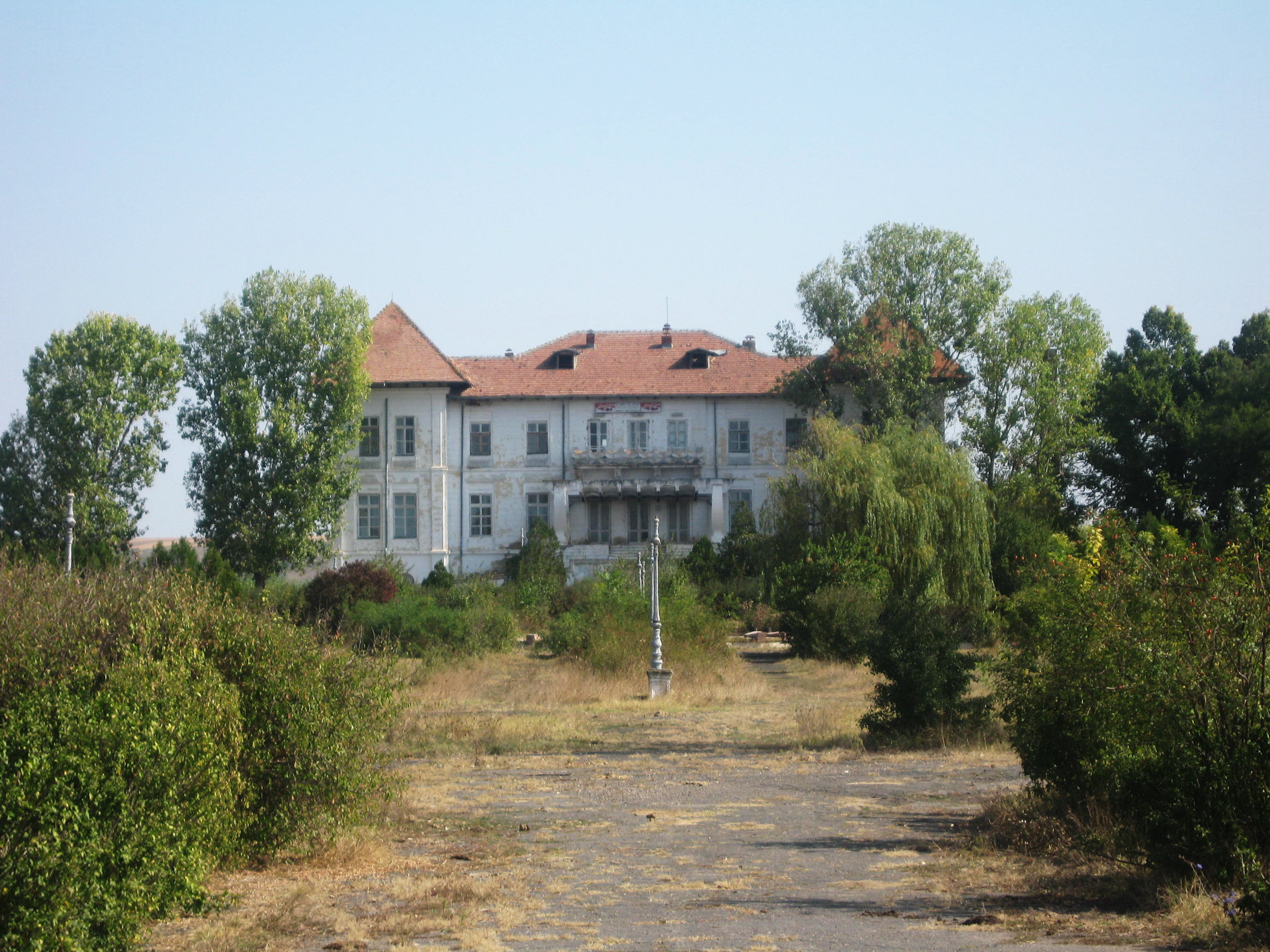
Conacul Costache Conachi din Țigănești
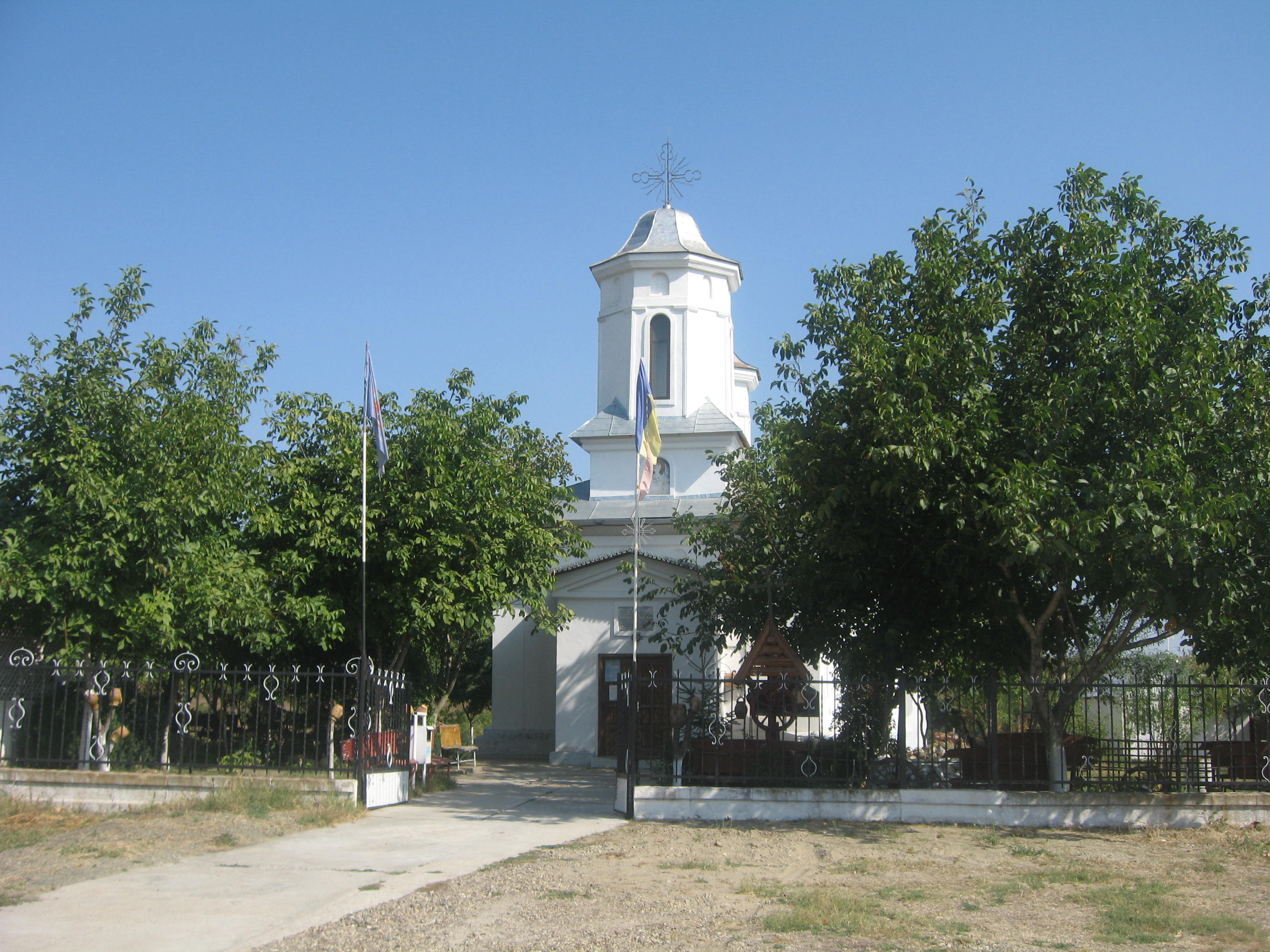
Biserica „Sf. Dimitrie” din Călmățui
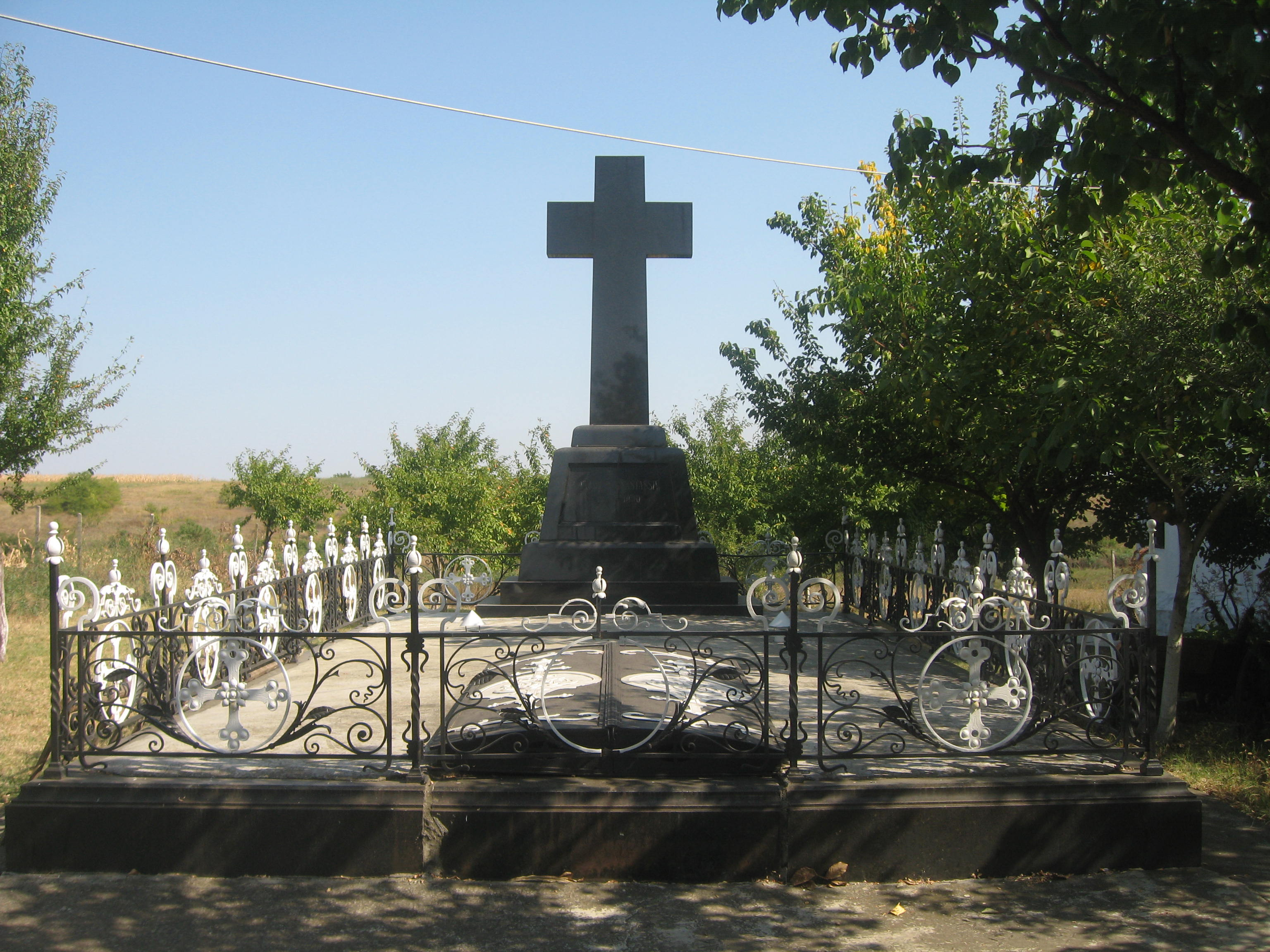
Cavoul lui Tache Anastasiu
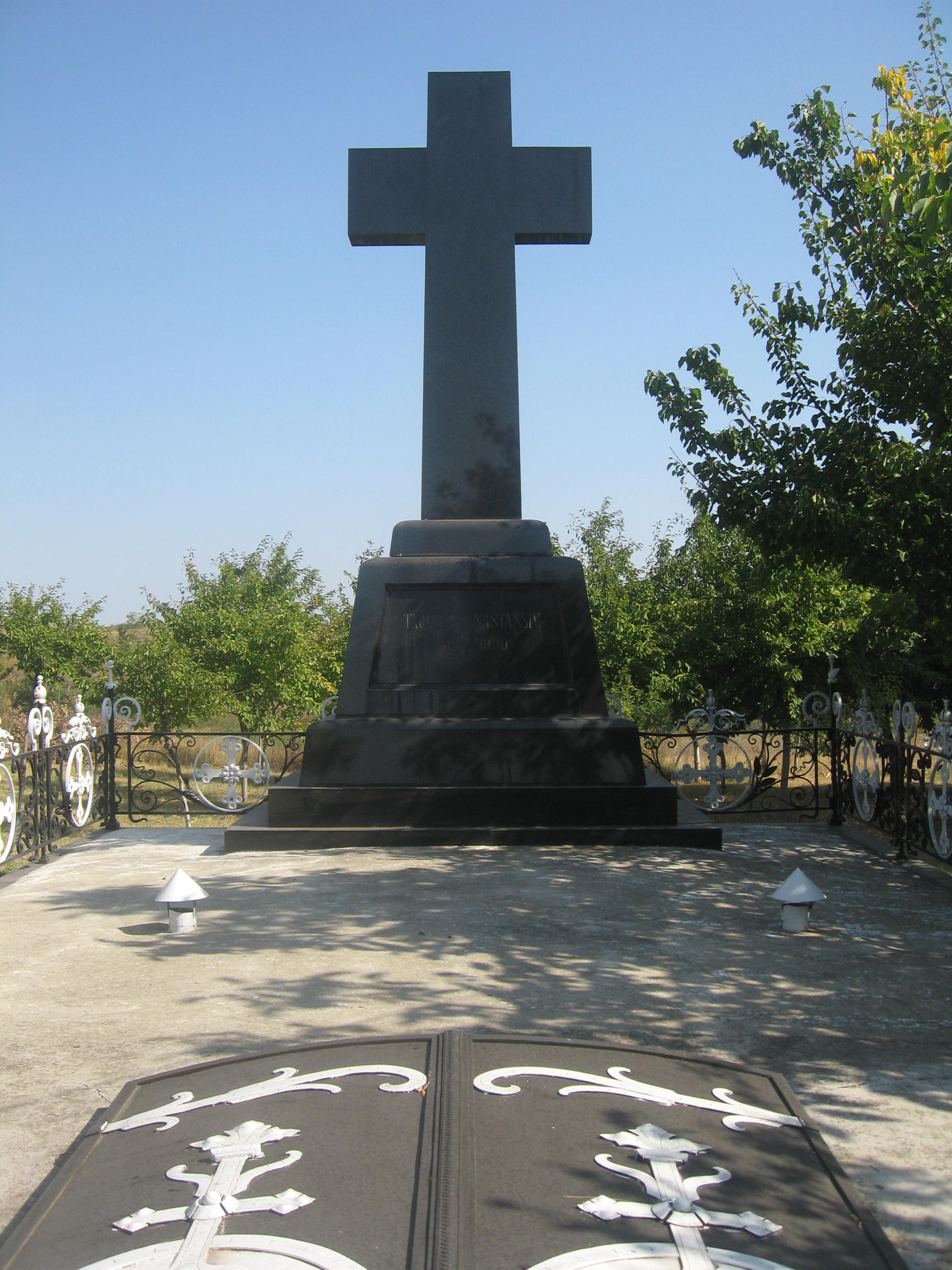
Crucea de marmură a lui Tache Anastasiu

## Vezi și
- Biserica Sfântul Dimitrie din Călmățui
- Conacul poetului Costache Conachi

## Legături externe
- Și statuile vorbesc